# Guerra civil camboyana
La guerra civil camboyana (en camboyano: សង្គ្រាមផ្ទៃក្នុងកម្ពុជា) fue un conflicto armado que se produjo en ese país del sureste de Asia entre 1967 y 1975. La contienda se libró al tiempo que la de Vietnam y durante la Guerra Fría.
La guerra civil se inició en 1967, durante la monarquía del príncipe Norodom Sihanuk, cuando el mariscal Lon Nol masacró a cientos de miembros del Partido Comunista de Kampuchea durante su mando. Como respuesta, este último organizó una guerrilla conocida como los Jemeres Rojos, encabezados por Pol Pot. En 1970 Lon Nol, apoyado por Estados Unidos, derrocó mediante un golpe de Estado al príncipe Sihanuk y creó la República Jemer, adoptando una abierta posición anticomunista, apoyando a Vietnam del Sur y proclamándose dictador en 1972. El príncipe Sihanuk fundó entonces el Frente Unido Nacional de Kampuchea (FUNK) y se coligó con los Jemeres Rojos para enfrentar a Lon Nol y a los Estados Unidos. La guerra civil finalizó el 17 de abril de 1975 con la retirada de Estados Unidos, la caída de la República Jemer y la victoria del FUNK y los Jemeres Rojos, que dieron origen a la república de Kampuchea Democrática.

## Antecedentes

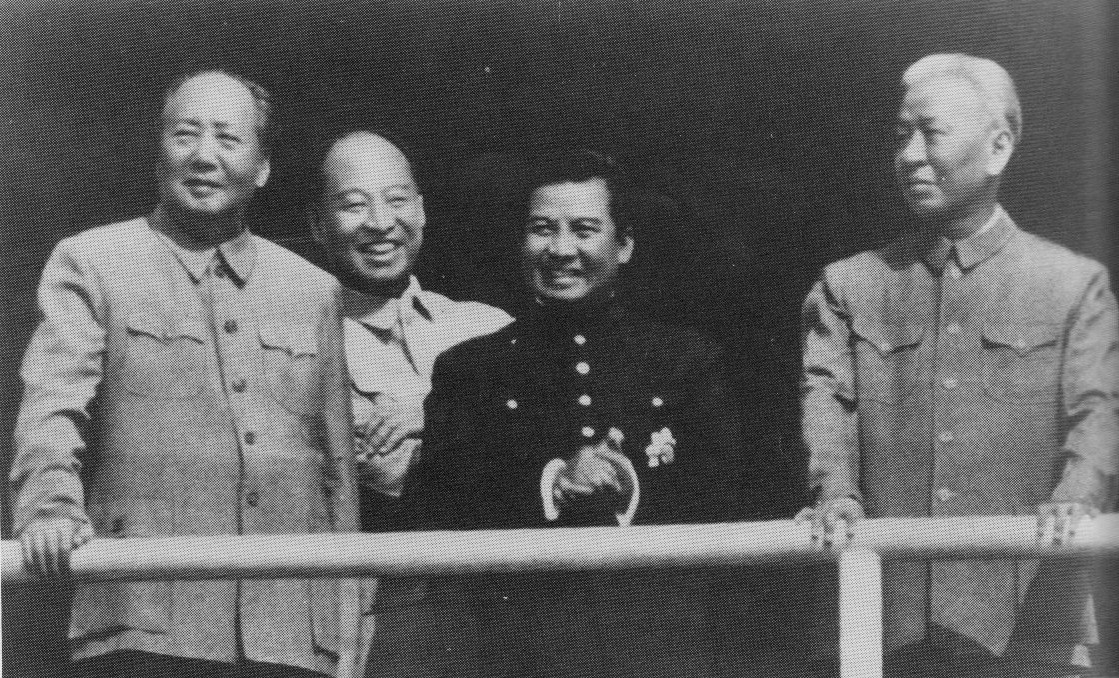
El camboyano Norodom Sihanouk (centro), junto a Mao Zedong (izquierda) y Liu Shaoqi (derecha).

Junto con el resto de los países de Indochina, el Reino de Camboya obtuvo su independencia entre 1945 y 1953. Bajo el liderazgo del príncipe y posterior primer ministro Norodom Sihanouk, la Conferencia de Ginebra garantizaba la neutralidad total de Camboya. Esta política le permitió al país permanecer estable durante la década de 1950 y gran parte de la de 1960, mientras que en el Vietnam dividido (Norte prosoviético y Sur proestadounidense) y el Reino de Laos había estallado la segunda guerra de Indochina (o guerra de Vietnam) en 1955. La imagen «progresista» de las políticas de Sihanouk lograron que ni la República Popular China ni la Unión Soviética cuestionaran su liderazgo, a pesar de la represión a la oposición socialista e izquierdista. Sin embargo, el 3 de mayo de 1965, el régimen de Sihanouk cortó relaciones diplomáticas con los Estados Unidos, solicitando a la China de Mao y la URSS de Leonid Brézhnev ayuda militar y económica.
A mediados de la década de 1960, la política exterior arriesgada de Sihanouk y el posterior desequilibrio de la economía repercutieron en la imagen del gobierno. En 1966, Sihanouk llegó a un acuerdo con los chinos y el Vietnam del Norte de Ho Chi Minh para dejar entrar tropas norvietnamitas a la frontera noroeste del país. También toleró la presencia de buques de guerra comunistas en el puerto de Sihanoukville para entregar armas y suministros a dichas tropas y enviarlas a Vietnam del Sur. Estos actos hicieron cuestionable la neutralidad de Camboya, teóricamente garantizada ante las Naciones Unidas. Los motivos para este desvío hacia el Bloque Oriental están en que Sihanouk creía firmemente en la inevitable derrota estadounidense en Vietnam, y quería asegurar la supervivencia de su gobierno dentro de una región dominada por los comunistas, declarando: "Nuestros intereses apuntan a trabajar con el bando que prontamente dominará Asia, logrando un trato con los comunistas antes de la victoria... asegurando las mejores condiciones posibles".
Por su parte, el teniente general Sak Sutsakan, del Ejército, afirma en su reporte (1978) que el liderazgo de la clase política de Camboya tenía un pie puesto en el comunismo, y que el primer ministro Sihanouk, en su ambigua política internacional, terminaba favoreciendo a los norviednamitas y los Jemeres comunistas; respecto a eso, la rotura de las relaciones con EE. UU. (ya en 1965) y su posterior guiño al P. C. K. (Partido Comunista de Kampuchea) representó ante el mundo un nivel nuevo en la penetración del comunismo en Indochina, provocando en los países vecinos la sensación de peligro ante su expansión. Fue a partir de entonces, que las facciones comunistas en el país comenzaron a hacer públicas sus apariciones, pero en verdad las infiltraciones en Camboya ya habían iniciado en 1962.

## Desarrollo inicial: 1967-1970

### Estallido
El 11 de marzo de 1967, cuando el príncipe  Sihanouk estaba de visita en Francia, estalló una rebelión en el área cercana a Samlaut en la provincia de Battambang, donde los enardecidos aldeanos atacaron a una brigada de cobradores de impuestos. Con el valor de los cuadros de dirigentes locales del Partido Comunista de Kampuchea (PCK) la insurrección cobró fuerza en la región. Lon Nol, actuando en ausencia del príncipe pero con su permiso, respondió decretando la ley marcial; cientos de campesinos fueron asesinados y las aldeas fueron destruidas durante la represión. Cuando Norodom regresó en marzo abandonó su posición centrista y personalmente ordenó el arresto de Khieu Samphan, Hou Yuon y Hu Nim líderes del “contragobierno” y todos los que escaparon hacia el noreste.
En ese año el PCK hizo surgir a los Jemeres Rojos, encabezados por Pol Pot, Ieng Sary y Son Sen –el líder maoísta de los “maquisards”–; la guerrilla fue llamada así por la etnia jemer la cual es predominante en Camboya.

### Agudización del conflicto
El 17 de enero de 1968 fue lanzada la primera ofensiva de la guerrilla, que no tenía más de 4000 o 5000 efectivos en buena parte del territorio nacional; con el tiempo el número de guerrilleros creció hasta 70 000. El 11 de mayo de 1969 el príncipe Norodom Sihanuk dio la bienvenida al restablecimiento normal de las relaciones diplomáticas con Estados Unidos y creó un nuevo Gobierno de Salvación Nacional con Lon Nol como primer ministro; él dijo: “Somos una nueva carta de juego, contra los comunistas asiáticos que atacan el país antes del fin de la Guerra de Vietnam".  Sutsakan, S. (1978) cuenta que, con respecto a Sihanouk, fue esa política de doble juego entre oriente y occidente lo que le permitió, entre 1954 y 1970, ganarse, a ojos de unos y otros, una imagen de líder de Camboya, pero que puertas adentro era totalmente lo contrario.
La penetración de Camboya por unidades comunistas norvietnamitas, tuvo lugar en dos formas; la primera a través de la frontera compartida entre Camboya y los países de Laos y Vietnam del Sur, para ello con la complicidad de células comunistas locales. La segunda forma era a través del puerto de Sihanoukville (o Kompong Son). Para 1969, dichas fuerzas habían logrado infiltrar unos cincuenta mil hombres. A lo largo del conflicto la guerrilla recibió el apoyo de Vietnam del Norte y China, que les enviaban armas como los fusiles de asalto soviéticos AK-47 y AKM y los Tipo 56 y Tipo 58 chino y norcoreano respectivamente (versiones orientales del AK-47), las carabinas semiautomáticas SKS y ametralladoras ligeras RPK de calibre 7,62 mm, ametralladoras PKM de calibre 7,62 mm; lanzacohetes RPG-7 y varias minas antipersona. Tuvieron asesoría del Ejército Popular de Liberación (EPL) de China.
En contraste, el gobierno de Estados Unidos envió a su aliado los fusiles de asalto M16 de 5,56 mm, Heckler & Koch G3 alemanes y FN FAL belgas de 7,62 mm, al gobierno de Lon Nol para combatir a los comunistas. Esta visión es cuestionada, ya que se descubrieron archivos soviéticos que prueban que la invasión norvietnamita de 1970 fue ejecutada a pedido explícito de los Jemeres Rojos tras negociar con Nuon Chea.

## Segunda parte: 1970-1972

### Golpe de Estado
El 6 de marzo de 1970, el primer ministro Sihanouk partió hacia Francia para tratarse médicamente, en un viaje que incluía luego visitas a la URSS y después China. En su ausencia, esto fue interpretado como un guiño al comunismo, y se produjeron varias protestas públicas los días 8 y 9; posteriormente Sihanouk fue removido de su cargo y se prohibió su regreso; lo sustituyó el general Lon Lol (como jefe de Gobierno y primer ministro). Las razones esgrimidas fueron: haber autorizado a tropas norvietnamitas y la guerrilla ocupar territorio de la República Jemer durante la última parte de los años 60, en violación de la neutralidad del país. El 18 de marzo, tras escuchar una grabación en la que Sihanouk amenazaba con ejecutarlo apenas regresara a Camboya, Lon Nol requirió a la Asamblea Nacional para votar por el futuro del líder principesco de la nación y se abolió la monarquía constitucional para proclamar la República Jemer, de la cual Lon Nol fue el presidente. El 6 de abril, el secretariado de Naciones Unidas anunciaba que el secretario General U Thant deseaba hablar con las autoridades que se hallaban en efectivo control de la situación en el país; siendo este el único apoyo efectivo de Naciones Unidas al gobierno de Camboya. Pero, en otras palabras, era una respuesta contundente a los reclamos del entonces recientemente expulsado ex-primer ministro Norondom Sihanouk.
A su vez, en 1970, la expansión de la guerra de Vietnam, que dio por resultado la invasión de Camboya por tropas surviednamitas y norteamericanas (14 de abril-30 de junio de 1970), sumado al número de bombardeos con copiosas víctimas civiles (como la Operaciones Menu de 1969-70 y la posterior Freedom Deal), tuvo repercusiones negativas para la imagen del gobierno y empujó a muchos civiles a colaborar con las fuerzas de irregulares. Sin embargo, existen distintas versiones: según Sutsakan.S (1978), teniente general del Ejército Camboyano, la población en las regiones este, sur y sureste estaba debilitada por aquel entonces de sufrir persecuciones y exigencias por parte de las fuerzas invasoras que por ello abandonaron  forzosamente sus hogares en esas zonas y se refugiaron en el interior del país, lejos de los comunistas vietnamitas. Esto se respalda por el gran crecimiento de población de la capital Nom Pen hacia el final de la guerra. De modo que existían diferencias políticas entre la misma población.
A raíz de las agresiones por parte de Vietnam del Norte y la guerrilla, el gobierno de Lon Lol hizo repetidos reclamos al Consejo de Seguridad de las Naciones Unidas, la cual simplemente respondió que, debido a la firma de los Acuerdos de Ginebra de 1954.

### La masacre de vietnamitas
Los rumores concernientes a una posible ofensiva del EPVN hacia Phnom Penh eran evidentes por sí mismos. La paranoia se adueñó de una ola de violencia contra 400 000 personas de la etnia vietnamita; Lon Nol esperaba usar a los vietnamitas como rehenes contra las actividades del Vietcong y el EPVN por lo que los internó en campos de detención. En ciudades y aldeas del país soldados y civiles camboyanos asesinaron a sus vecinos vietnamitas y el 15 de abril del mismo año los cuerpos de 800 vietnamitas (y también de survietnamitas) flotaban en el río Mekong. Vietnam del Norte, Vietnam del Sur y el Vietcong condenaron y denunciaron la masacre de sus compatriotas, también los no camboyanos —incluso quienes no eran miembros de la comunidad budista— condenaron los asesinatos. Tras esto el gobierno de Vietnam del Sur ordenó a sus tropas que evacuaran a unos 20 000 vietnamitas de Camboya.

## Agonía de la República Jemer: 1972-1975

### Atentados contra el primer ministro y el presidente
El 21 de agosto de 1972, se produjo un atentado contra el primer ministro Son Ngoc Thanh, por parte de los Jemeres Rojos, durante su trayecto al Ministerio (en la capital Nom Pen) cuando estalló un coche-bomba estacionado en la calle. Tres guardaespaldas resultaron heridos y dos de los tres presuntos culpables fueron capturados por el cuerpo de seguridad de Son. Casi un año después, el 17 de marzo de 1973, el exoficial So Potha, yerno del depuesto príncipe Norodom Sihanouk, secuestró un avión de combate y dejó caer dos bombas sobre el Palacio Presidencial; más de 20 soldados murieron y 35 quedaron gravemente heridos. Pocas horas después el presidente Lon Nol se dirigió por radio al país y acusó «a un grupo de traidores y enemigos que desean destruir la República. Este fue un claro atentado para matarme.». En ese mismo mes, Norodom visitó las áreas liberadas del país por la guerrilla, incluyendo al sitio histórico de Angkor Wat, (que data de entre los siglos IX y XIII) cuya silueta aparece en la actual bandera de Camboya; sus visitas fueron usadas como propaganda guerrillera y no como influencia real en asuntos políticos.

### La caída de Nom Pen

La ofensiva final contra Nom Pen en abril de 1975.

El 12 de abril de 1975, ante el avance de los Jemeres Rojos, el personal de la embajada estadounidense fue evacuado junto con muchos extranjeros. Entre residentes y periodistas corresponsales de varios medios de comunicación, evacuaron la ciudad de Nom Pen antes de su caída en manos de Pol Pot. A las 10 de la mañana del 17 de abril se escuchó por radio la voz del general republicano Mey Si Chan, que anunció la rendición de la capital.
Cuando los triunfantes Jemeres Rojos entraron a la capital del país ese mismo día, el pueblo camboyano los recibió con alegría y flores creyendo que todo iba a cambiar con el fin de la guerra y la llegada de la paz. Eso influenció el fin de la guerra de Vietnam con la Caída de Saigón en manos norvietnamitas y del Vietcong el 30 de abril de ese mismo año, y el triunfo del Pathet Lao en Laos sobre el gobierno monárquico de Souvanna Phouma el 2 de diciembre.

## Kampuchea Democrática
La guerra civil finalizó con el triunfo de los Jemeres Rojos. Se adoptó el nombre oficial de Kampuchea Democrática para el país. Norodom Sihanouk renunció al cargo de jefe de Estado en abril de 1976; la recientemente elegida Asamblea Nacional, compuesta solamente por miembros del Partido Comunista de Camboya, proclamó nuevo presidente del país al hasta entonces vice primer ministro y comandante en jefe del brazo armado de los Jemeres Rojos, Khieu Samphan.

## Posguerra
A mediados del 2000, el entonces presidente de Estados Unidos, Bill Clinton, fue el primero de ese país en visitar Vietnam desde el final de la guerra en 1975; desclasificó gran cantidad de información sobre los bombardeos estadounidenses en Indochina entre 1964 y 1973, para facilitar la detección de explosivos enterrados en zonas rurales. Los documentos mostraron que entre el 4 de octubre de 1965 y el 15 de agosto de 1973, en el transcurso de 230 516 ataques aéreos, la Fuerza Aérea de Estados Unidos arrojó en Camboya unas 2 756 941 toneladas, distribuidas en 113 716 zonas atacadas. Existen miles de sitios que fueron bombardeados y no fueron delimitados, donde yacen sin desactivarse cantidades de explosivos. Los ataques aéreos por parte de EE. UU. en apoyo del gobierno en Camboya se remontan a tiempos de la presidencia de Lyndon B. Johnson (en funciones entre 1963 y 1969); la forma de ataque era el bombardeo de saturación.